# Titularbistum Petnelissus
Petnelissus (ital.: Petnelisso, lat.: Dioecesis Petnelissensis) ist ein Titularbistum der römisch-katholischen Kirche.
Es geht zurück auf einen untergegangenen Bischofssitz in der antiken Stadt Pednelissos, die in der kleinasiatischen Landschaft Pisidien lag. Der Bischofssitz war der Kirchenprovinz Perge zugeordnet.
| Titularbischöfe von Petnelissus |                       |                                               |                   |                  |
| Nr.                             | Name                  | Amt                                           | von               | bis              |
| 1                               | Thomas Broderick MAfr | Apostolischer Vikar in West-Nigeria (Nigeria) | 24. August 1918   | 13. Oktober 1933 |
| 2                               | Joachim Ammann OSB    | Abt von Ndanda (Tansania)                     | 11. Dezember 1933 | 19. August 1981  |